# Kastelle
Kastelle är en medeltida stenhusruin i Vamlingbo socken på södra Gotland. 
Stenhuset uppfördes troligen på 1200-talet. I bottenvåningen fanns två tunnvälvda rum med ingångar från en smal korridor. Idag finns bara delar av ett av förrådsrummen och en del av korridoren bevarade. En trappa i husets södra rum ledde till den övre våningen. Det finns uppgifter, från 1700-talet, som tyder på att huset haft en eller möjligen två våningar till.
Dagens utseende fick ruinen från restaureringen som ägde rum 1938. Ruinen är 12 x 8 meter och cirka 4 meter hög och bestående av murad huggen sandsten och gråsten. Ruinen har ett huvliknande skyddstak av trä och ägs av Gotlands fornvänner. 
Stenhuset har troligen använts som förrådshus. Under medeltiden var det vanligt att farmannabönderna byggde stenhus på sina gårdar för att skydda människor och ägodelar. Farmannabönder kallas de bönder som också var handelsmän. Av gårdens övriga byggnader, som bör ha varit gjorda av trä, finns inget bevarat.